# Ancylorhynchus plecioides
Ancylorhynchus plecioides är en tvåvingeart som beskrevs av Meijere 1913. Ancylorhynchus plecioides ingår i släktet Ancylorhynchus och familjen rovflugor. Inga underarter finns listade i Catalogue of Life.